# 로카마두르

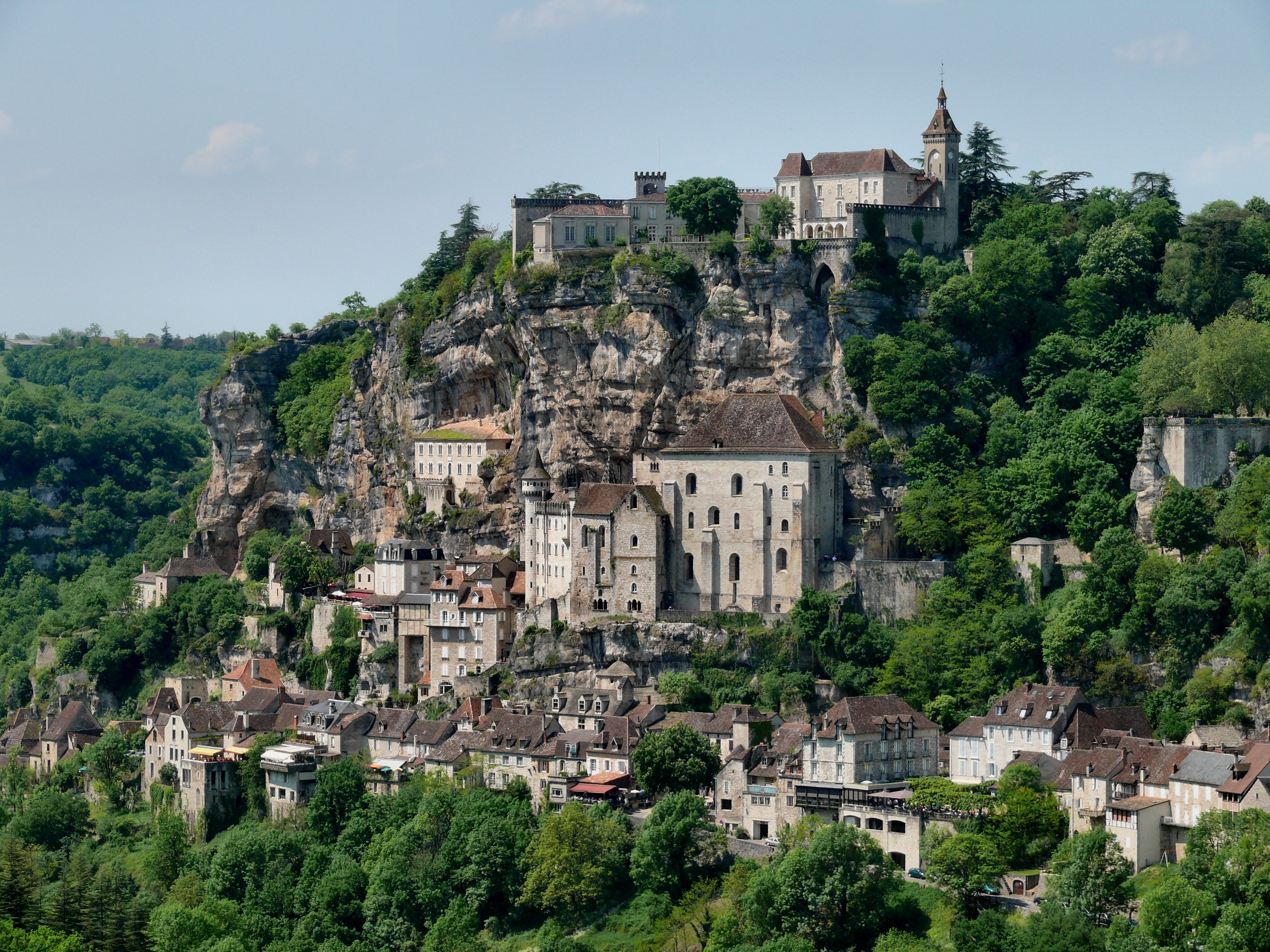

로카마두르(Rocamadour)는 프랑스 남서부 로트주의 코뮌이다. 쿼시 전 프로뱅스 안에 위치한다.
로카마두르는 도르도뉴강의 분기 위 협곡 지역, 특히 역사적 모뉴먼트와 마리아 보호구역에서 방문객들을 유혹한다.

## 저명한 순례자
- 롤랑
- 알리에노르 다키텐 여공작
- 헨리 2세
- 블랑카 데 카스티야 왕녀
- 루이 9세
- 샤를 4세
- 자크 카르티에
- 프랑시스 풀랑크